# Церковь Вознесения Господня в Перемилове
Церковь Вознесения Господня (Вознесенская церковь) — приходской православный храм в городе Яхроме Дмитровского городского округа Московской области, на территории бывшего села Перемилова. Относится к Яхромскому благочинию Сергиево-Посадской епархии Русской православной церкви. Построена на рубеже XVIII—XIX веков. Объект культурного наследия федерального значения.

## История
Церковь в несохранившейся усадьбе Перемилово, принадлежавшей в конце XVIII века Степану Апраксину, была заложена в 1792 году вместо обветшавшей деревянной церкви, построенной в начале XVII века. Новый храм Вознесения Господня с приделами в честь Михаила Архангела и святой Екатерины — покровительницы жены Апраксина, Е. В. Апраксиной (Голицыной) — освящён в 1801 году. Вероятным автором проекта называется Франческо Кампорези, который в тот период строил для Апраксиных. В конце XIX века сооружена звонница, встроенная в ограду церкви. В 1898 году построена церковно-приходская школа. В советский период храм оставался действующим. В 1944—1951 годах церковь являлась центром Дмитровского благочиния.

## Архитектура
Церковь характерна сочетанием классической композиции и неоготического декора. Здание квадратное в плане, без апсиды. Внутри храма в квадратный объём вписан крест, в котором по центру находится ротонда, увенчанная низким световым барабаном и куполом. Внутренний крест отмечен на фасадах двухколонными портиками, которые венчают фронтоны в виде кокошников с килевидным завершением. Вытянутые спаренные окна объединены наличником в форме жгута, а внутри находятся в глубокой нише. Внутренние проёмы, а также окна барабана имеют стрельчатые завершения. Барабан окружён фигурным парапетом. Эти готические элементы напоминают комплекс царской усадьбы в Царицыно. Росписи церкви, выполненные маслом, а также три иконостаса, основной и два в приделах, относятся к концу XIX века.

## Священники
- Григорий Моисеевич Доброхотов (Гумелевский) (1802-?)
- Федор Иванович Леонардов (1840-1877) - 1864, зять предыдущего